# Wuwei, Wuhu
Wuwei är en stad på häradsnivå som ligger inom Wuhus stad på prefekturnivå i provinsen Anhui i östra Kina. Wuwei hade fram till 2019 status som härad. 
Wuwei hörde tidigare till Chaohus stadsprefektur, men när Chaohu förlorade sin status som prefektur 2011 överfördes Wuwei till Wuhu.

## Administrativ indelning
Wuwei är indelat i 20 köpingar och en administrativ enhet på sockennivå.
Köpingar (zhen):

- Dougou (陡沟镇)
- Fudu (福渡镇)
- Gaogou (高沟镇)
- Hedian (赫店镇)
- Hemao (鹤毛镇)
- Hongmiao (红庙镇)
- Hongxiang (洪巷镇)
- Kaicheng (开城镇)
- Kunshan (昆山镇)
- Liudu (刘渡镇)
- Nicha (泥汊镇)
- Niubu (牛埠镇)
- Quantang (泉塘镇)
- Shijian (石涧镇)
- Shilidun (十里墩镇)
- Shushan (蜀山镇)
- Wucheng (无城镇)
- Xiang'an (襄安镇)
- Yanqiao (严桥镇)
- Yaogou (姚沟镇)

Område på sockennivå:
- Anhui Wuwei Jingji Kaifaqu ekonomisk utvecklingszon (安徽无为经济开发区)